# مایکل کیه‌زا
مایکل کیه‌زا (انگلیسی: Michael Chiesa؛ زادهٔ ۷ دسامبر ۱۹۸۷) ورزشکار هنرهای رزمی ترکیبی اهل ایالات متحده آمریکا است. وی از سال ۲۰۰۸ میلادی تاکنون مشغول فعالیت بوده‌است.